# لوي سواريس
لوي سواريس (بالإنجليزية: Louie Soares)‏ هو لاعب كرة قدم بريطاني في مركز الوسط، ولد في 8 يناير 1985 في ريدنغ في المملكة المتحدة. شارك مع منتخب باربادوس لكرة القدم. أما مع النوادي، فقد لعب مع إبسفليت يونايتد وغريمسبي تاون ونادي ألدرشوت تاون ونادي بارنت ونادي بريستول روفيرز ونادي تاموورث ونادي ريدنغ ونادي ساوثيند يونايتد.

## وصلات خارجية
- لوي سواريس على موقع قاعدة بيانات كرة القدم.إي يو (الإنجليزية)
- لوي سواريس على موقع Soccerbase.com (لاعب) (الإنجليزية)
- لوي سواريس على موقع Soccerway.com (الإنجليزية)